# VIAF
VIAF (англ. Virtual International Authority File — Віртуальний міжнародний авторитетний файл) — віртуальний каталог міжнародного нормативного контролю (інформації про твори та їх авторів). У розробці проєкту брало участь декілька найбільших світових бібліотек, у тому числі Німецька національна бібліотека, Бібліотека Конгресу США.
VIAF є міжнародно визнаною системою класифікації. Це спільний проєкт декількох національних бібліотек і управляється Онлайновим комп'ютерним бібліотечним центром (OCLC). Проєкт був ініційований Німецькою національною бібліотекою і Бібліотекою Конгресу США. Був заснований у 2000 році.

## Стисла історія проєкту[5]
У квітні 1998 року Бібліотека Конгресу США (LC), Німецька бібліотека (DNB) і OCLC приступили до створення концептуального проєкту, щоб зв'язати бібліографічні записи для власних імен в єдину систему.
VIAF Консорціум було сформовано за письмовою згодою LC, DNB і OCLC у серпні 2003 року. Угода була підписана на 69-й Генеральній конференції IFLA, що відбулася у Берліні.
Національна бібліотека Франції (BNF) приєдналася до угоди про консорціум 5 жовтня 2007 року.
Ці чотири організації — LC, DNB, BnF і OCLC — узяли на себе роль керівників в консорціумі, маючи загальну відповідальність за VIAF, хостинг VIAF та постачання програмного забезпечення, а також бібліографічний зміст даних. Додаткові організації пізніше приєдналися до консорціуму, надаючи початкові файли і досвід для просування VIAF.
У 2010-му серед керівників установ почалися серйозні переговори й дискусії з відповідної довгострокової організаційної домовленості для VIAF. Після розгляду різних варіантів і принципів роботи автори погодилися віднести VIAF до служби OCLC. У 2011 році були обговорені деталі переходу і після згоди усіх учасників у 2012 році почався такий перехід.

## Опис проєкту
Мета системи полягає в тому, щоб зв'язати декілька національних ідентифікаторів (таких, як німецький GND, (раніше PND для персоналій), американський LCCN, французький BNF та інші) в єдину систему класифікації і пошуку інформації. Запис VIAF отримує стандартний унікальний номер, містить увесь набір первинних записів з первинника, а також посилається на оригінальні джерела. Дані знаходяться у вільному доступі через інтернет і можуть бути використані для досліджень і обміну даними та через фонди бібліотек в електронному вигляді. Взаємне оновлення здійснюється по протоколу Ініціативи відкритих архівів (OAI).
Номери файлів також додаються в біографічні і інші статті Вікіпедії.
Використовуючи інтерфейс сайту VIAF, система дозволяє здійснювати пошук бібліографічних записів мовою оригіналу, або мовою користувача. Виведення даних відбувається шляхом злиття записів з однаковими іменами. Під час пошуку використовується внутрішня індексація. Це було зроблено для того, щоб виключити накладення й уникнути перевантаження сайту. Алгоритми збору і пошуку діляться на три категорії: сильний, помірний і слабкий, для забезпечення більшої безпеки у будівництві віртуально розширеного запису VIAF. Процедура використовує OAI протокол з центральним сервером збору авторитетного файлу метаданих з національних та регіональних агентств. Система є віртуальною надбудовою, оскільки повний запис залишається в первиннику авторитетного файлу, в той час як лише невелика частина даних зібрана на центральному сервері. На даний момент у проєкті беруть участь 38 каталографічних установ, у тому числі 11 у тестовому режимі (серед них Вікіпедія англійською мовою). З часом їх кількість збільшується. Хоча функції VIAF точні лише завдяки якості даних, наданих агентствами, VIAF стає ще більше послідовною і надійною системою.

## Бібліотеки-учасники
| №  | Фото будівлі | Українська назва                                                                                                 | Назва мовою оригіналу | Розташування               | Країна     | Код класифікації | Приклад покажчика   |
| -- | ------------ | --- | --- | -------------------------- | ---------- | ---------------- | ------------------- |
| 1  |              | Інститут єдиного каталогу італійських бібліотек                                                                  | Istituto Centrale per il Catalogo Unico | Рим                        | Італія     | ICCU             | IT/ICCU/RAVV/088390 |
| 2  |              | Німецька національна бібліотека                                                                                  | Deutsche Nationalbibliothek | Франкфурт-на-Майні         | Німеччина  | GND              | DNB/11864291X       |
| 3  |              | Getty Research Institute                                                                                         | Getty Research Institute | Лос-Анджелес, Каліфорнія   | США        | JPG              | ULAN/500327036      |
| 4  |              | Бібліотека та архів Канади                                                                                       | Bibliothèque et Archives Canada | Оттава, Онтаріо            | Канада     | LAC              | LAC/0040H0370F      |
| 5  |              | Бібліотека Александріна                                                                                          | Bibliotheca Alexandrina | Александрія                | Єгипет     | EGAXA            | EGAXA/vtls000791617 |
| 6  |              | Бібліотека Конгресу + 8 бібліотек                                                                                | Library of Congress (NACO consortium) | Вашингтон (округ Колумбія) | США        | LCCN             | n/79/068416         |
| 7  |              | Національна парламентська бібліотека Японії                                                                      | 国立国会図書館 | Токіо і Кіото              | Японія     | NDL              | NDL/00458898        |
| 8  |              | Національна бібліотека Австралії                                                                                 | National Library of Australia | Канберра                   | Австралія  | NLA              | NLA/000036180076    |
| 9  |              | Національна бібліотека Франції                                                                                   | Bibliothèque nationale de France | Париж                      | Франція    | BNF              | cb11926775j         |
| 10 |              | Національна бібліотека Ізраїлю                                                                                   | הספרייה הלאומית | Єрусалим                   | Ізраїль    | NLI              | NLI/000131866       |
| 11 |              | Національна бібліотека Португалії                                                                                | Biblioteca Nacional de Portugal | Лісабон                    | Португалія | BNP              | PTBNP/56654         |
| 12 |              | Національна бібліотека Іспанії                                                                                   | Biblioteca Nacional de España | Мадрид                     | Іспанія    | BNE              | BNE/XX933715        |
| 13 |              | Національна бібліотека Швеції                                                                                    | Kungliga Biblioteket | Стокгольм                  | Швеція     | SELIBR           | SELIBR/97268        |
| 14 |              | Національна бібліотека Чеської Республіки                                                                        | Národní knihovna České republiky | Прага                      | Чехія      | NKC              | NKC/jn19981002230   |
| 15 |              | Національна бібліотека імені Сечені                                                                              | Országos Széchényi Könyvtár | Будапешт                   | Угорщина   | NSZL             | NSZL/000000001730   |
| 16 |              | RERO: Бібліотечна мережа Західної Швейцарії                                                                      | Réseau des bibliothèques de Suisse occidentale or Westschweizer Bibliothekverbund                                                                   |                            | Швейцарія  | RERO             | RERO/vtls013481645  |
| 17 |              | Французький бібліотечний консорціум університетів                                                                | Système universitaire de documentation |                            | Франція    | SUDOC            | SUDOC/085948470     |
| 18 |              | Швейцарська національна бібліотека                                                                               | Schweizerische Nationalbibliothek, Bibliothèque nationale suisse, Biblioteca nazionale svizzera, Rete delle bibliotheche della Svizzera occidentale | Берн                       | Швейцарія  | SWNL             | SWNL/vtls000204495  |
| 19 |              | NUKAT: Єдиний каталог наукових бібліотек Польщі                                                                  | NUKAT: katalog zbiorów polskich bibliotek naukowych                                                                                                 | Варшава                    | Польща     | NUKAT            | NUKAT/n/94202820    |
| 20 |              | Ватиканська апостольська бібліотека                                                                              | Bibliotheca Apostolica Vaticana | —                          | Ватикан    | BAV              | BAV/ADV10242315     |
| 21 |              | BIBSYS: Постачальник бібліотечних та інформаційних систем для усіх бібліотек норвезьких університетів і коледжів | BIBSYS | Тронгейм                   | Норвегія   | BIBSYS           | BIBSYS/x90952390    |
| 22 |              | Фламандські публічні бібліотеки                                                                                  | Flemish Public Libraries | Брюссель                   | Бельгія    | BIBNET           | BIBSYS/x90952390    |
| 23 |              | Королівська бібліотека Данії + 1 бібліотека                                                                      | Danish Library Center | Копенгаген                 | Данія      | ВВС              | 8709791159102x      |
| 24 |              | Національна бібліотека Латвії                                                                                    | Latvijas Nacionālā bibliotēka | Рига                       | Латвія     | LNB-LNC          | LNB-LNC10-000012145 |
| 25 |              | Національна бібліотека Польщі                                                                                    | Biblioteka Narodowa w Warszawie | Варшава                    | Польща     | NLP              | NLP-a21143511       |
| 26 |              | Бібліотека Каталонії                                                                                             | Biblioteca de Catalunya | Барселона                  | Іспанія    | BNC              | BNC-a10604303       |
| 27 |              | Люксембурзька національна бібліотека                                                                             | Bibliothèque nationale de Luxembourg | Люксембург                 | Люксембург |                  |                     |

## Бібліотеки та проєкти, що беруть участь у режимі тестування
| № | Фото будівлі | Українська назва                                    | Назва мовою оригіналу                        | Розташування                                 | Країна          | Код класифікації | Приклад покажчика        |
| - | ------------ | --------------------------------------------------- | -------------------------------------------- | -------------------------------------------- | --------------- | ---------------- | ------------------------ |
| 1 |              | Російська державна бібліотека                       | Российская государственная библиотека        | Москва                                       | Росія           | RSL              | RSL/nafpn-000084026      |
| 2 |              | Королівська бібліотека Нідерландів                  | Koninklijke Bibliotheek                      | Гаага                                        | Нідерланди      | NTA              | NTA/068808658            |
| 3 |              | Бібліотека Національних зборів                      | 国家图书馆管理局                             | —                                            | Сінгапур        | NLB              | NLB/18487957             |
| 4 |              | Національна бібліотека Лівану                       | المكتبة الوطنية اللبنانية                    | Бейрут                                       | Ліван           | LNL              | LNL/33485                |
| 5 |              | Проєкт Персей                                       | Perseus                                      | університет Тафтса (товариство Макса Планка) | США (Німеччина) | PERSEUS          | PERSEUS/author.236.1     |
| 6 |              | Вікіпедія                                           | Wikipedia                                    | Сан-Франциско                                | США             |                  | Wikipedia                |
| 7 |              | International Standard Name Identifier              | ISNI                                         | Лондон                                       | Велика Британія | ISNI             | ISNI/0000 0001 2137 6443 |
| 8 |              | Національна та університетська бібліотека в Загребі | Nacionalna i sveučilišna knjižnica u Zagrebu | Загреб                                       | Хорватія        |                  |                          |
| 9 |              | 2 недокументовані проєкти                           |                                              |                                              |                 |                  |                          |